# Primer ascens
En muntanyisme, una primera ascensió és la primera escalada registrada al cim d'una muntanya, o la primera vegada que s'obre una ruta de muntanyisme particular, una nova via per arribar el cim o una nova via per travessar una dificultat. Les primeres ascensions són notables perquè són escalades que impliquen autèntica exploració; els riscs són més alts i els desafiaments més gran que en qualsevol altra escalada posterior.
Moltes de la primeres ascensions antigues, particularment per rutes difícils, impliquen una mescla de muntanyisme lliure i amb ajuda. Per tant, els escaladors lliures més puristes també identifiquen una "Primera Pujada Lliure", feta utilitzant només equip de protecció i per tant, més desafiador.
Les primeres ascensions, lliures o de qualsevol altra forma, són, en general, registrades acuradament com a part de la història d'una muntanya, de l'àrea o de la regió, i solen esmentar-se en les guies de viatge. Algunes guies solen ometre conscientment aquesta informació, per no fomentar disputes sobre l'assignació de l'esdeveniment i l'excessiu abús de noves vies amb la finalitat únicament d'afegir-ne una de nova. En algunes casos, els indicis d'una primera ascensió són petits o desconeguts; a vegades les úniques proves de la visita prèvia són un munt de pedres, artefactes, o dedicatòries que es troben al cim.
D'altra banda, el terme "Última pujada" s'utilitza per designar una ascensió que ha estat tan desagradable que no es pretén repetir l'experiència.